# Paardenmarkt

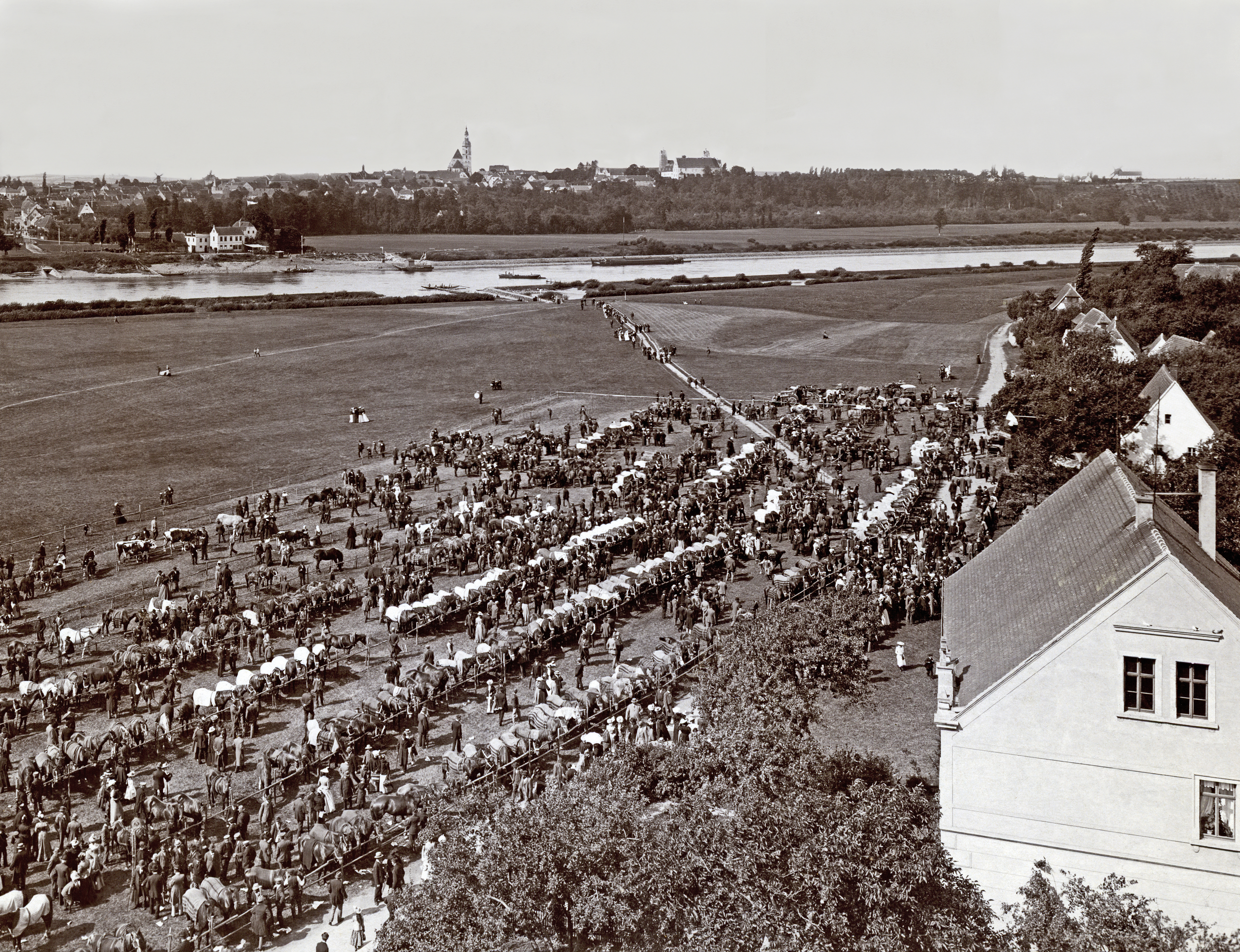
Deel van de veemarkt in Lorenzkirch, gemeente Zeithain, (Duitsland). Zicht vanaf de kerktoren in Lorenzkirch op de paardenmarkt, de rivier de Elbe en de stad Strehla. Foto gemaakt tussen 1891 en 1903.

Een paardenmarkt is een markt waarop (levende) paarden verhandeld worden. Een paardenmarkt kan onderdeel zijn van een veemarkt. Vaak zijn of waren dit jaarmarkten die veel toeschouwers trokken. Soms verdween de werkelijke paardenhandel maar behield het plein of het gebouw zijn oude naam, zoals de Pferdemarkt in Hamburg of de Marché aux chevaux in Parijs. In andere gevallen raakte de paardenhandel op de achtergrond en kreeg het evenement het karakter van een gebruikelijke warenmarkt met als extra attractie een kermis.

## Bekende paardenmarkten

### België
- Torhoutse paardenmarkt

### Nederland
- Sint Jacobus Paardenmarkt Alblasserdam, op woensdag in de week van 25 juli
- Paardenmarkt Hedel, eerste maandag in november
- Zuidlaardermarkt, derde dinsdag in oktober
- Elster paardenmarkt, eerste maandag van september
- Heenvlietse paardenmarkt
- Goorse paardenmarkt
- Paardenmarkt Norg
- Purmerendse paardenmarkt
- Paardenmarkt Vianen, woensdag voor de tweede donderdag in oktober
- Rodermarkt, vierde dinsdag van september
- Termeise paardenmarkt (Ameide) tweede donderdag in oktober
- Valkenburgse paardenmarkt ("Neerlands Oudste Paardenmarkt")
- Voorschotense paardenmarkt
- Numansdorpse paardenmarkt
- Loense Moandag  Loenen, eerste maandag in augustus
- Paardenmarkt  Enter, eerste donderdag in augustus
- Ponymarkt Heeten, in september
- Skoattermerke Oudeschoot, tweede pinksterdag

## Paardenmarkten in de kunst
Paardenmarkten waren door de eeuwen heen een geliefd onderwerp van paardenschilders. 

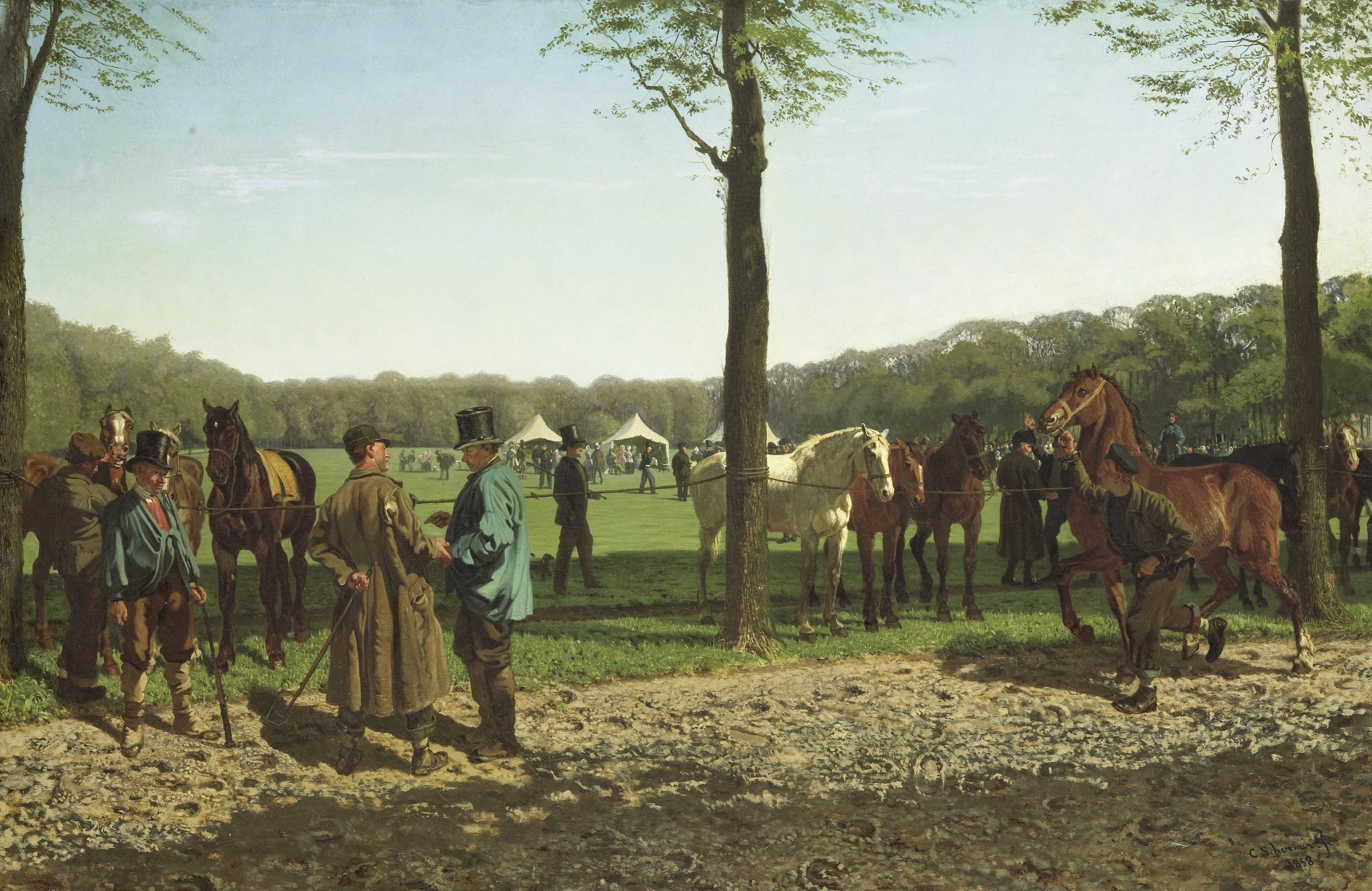
Cornelis Schermer, paardenmarkt op de Maliebaan Den Haag, 1858
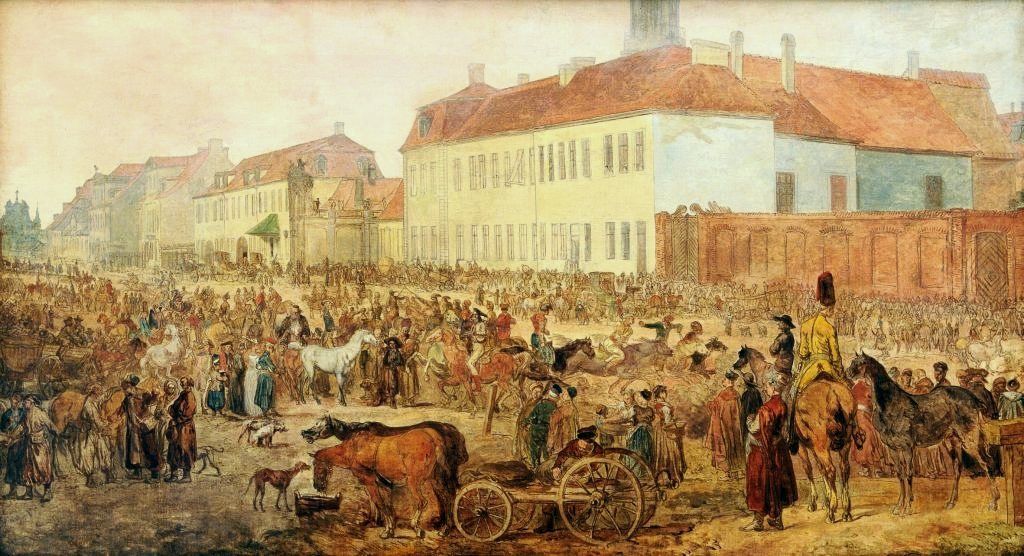
Jean-Pierre Norblin, Poolse paardenmarkt, ca. 1791
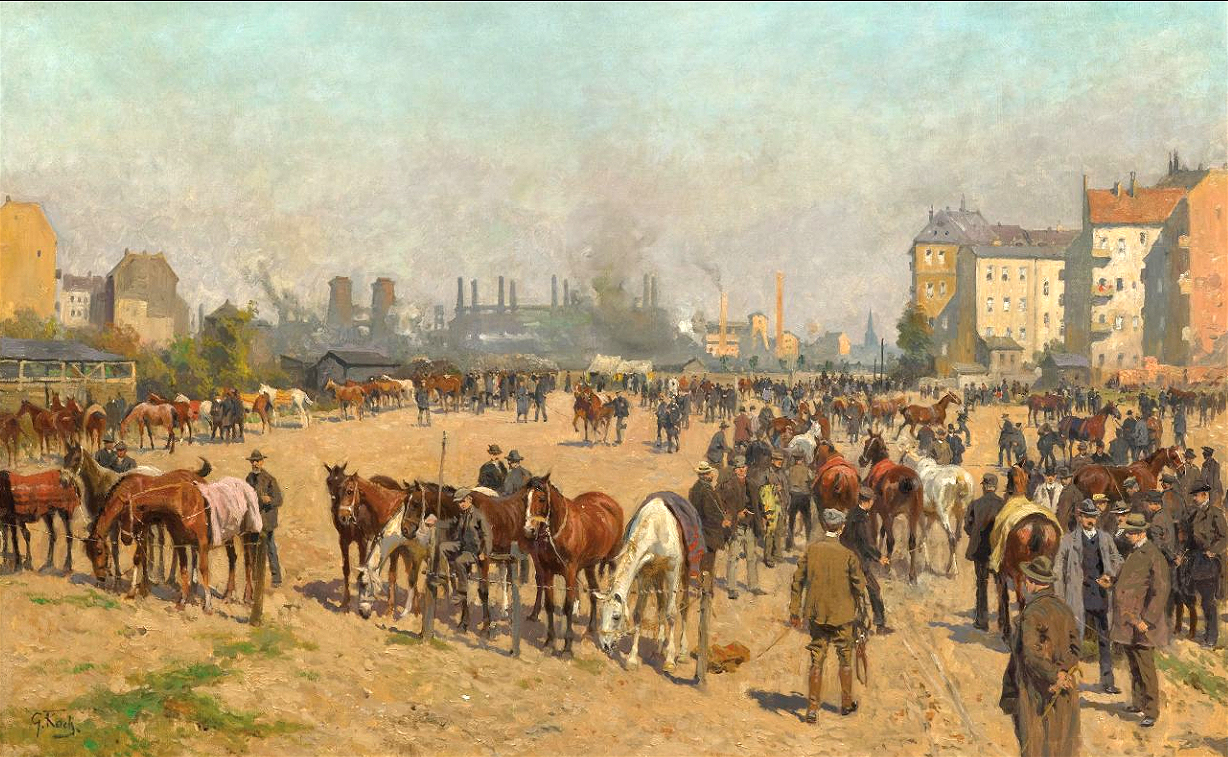
Georg Carl Koch, paardenmarkt in Berlijn, ca. 1900
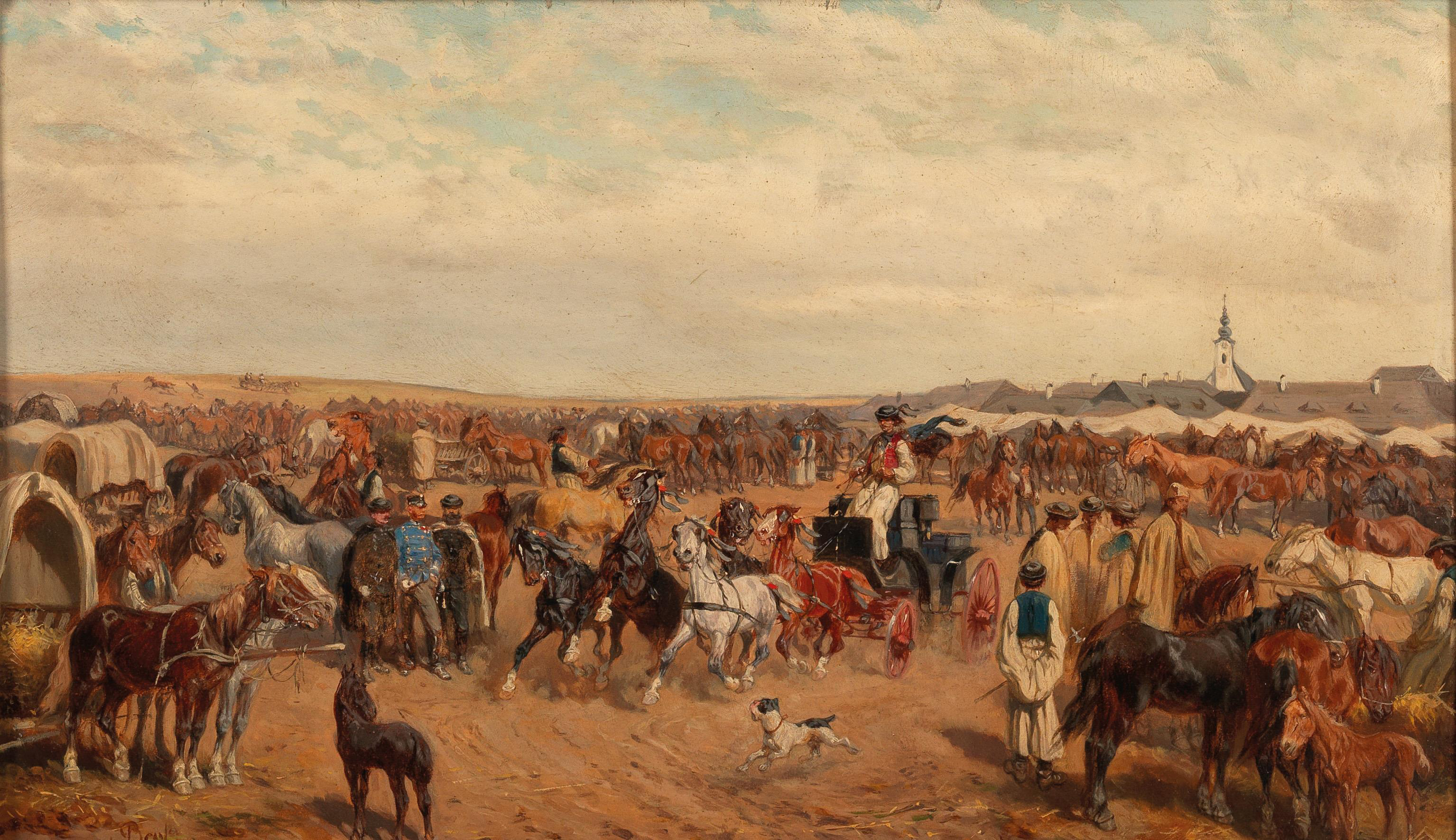
Alexander von Bensa, Hongaarse paardenmarkt, ca. 1905
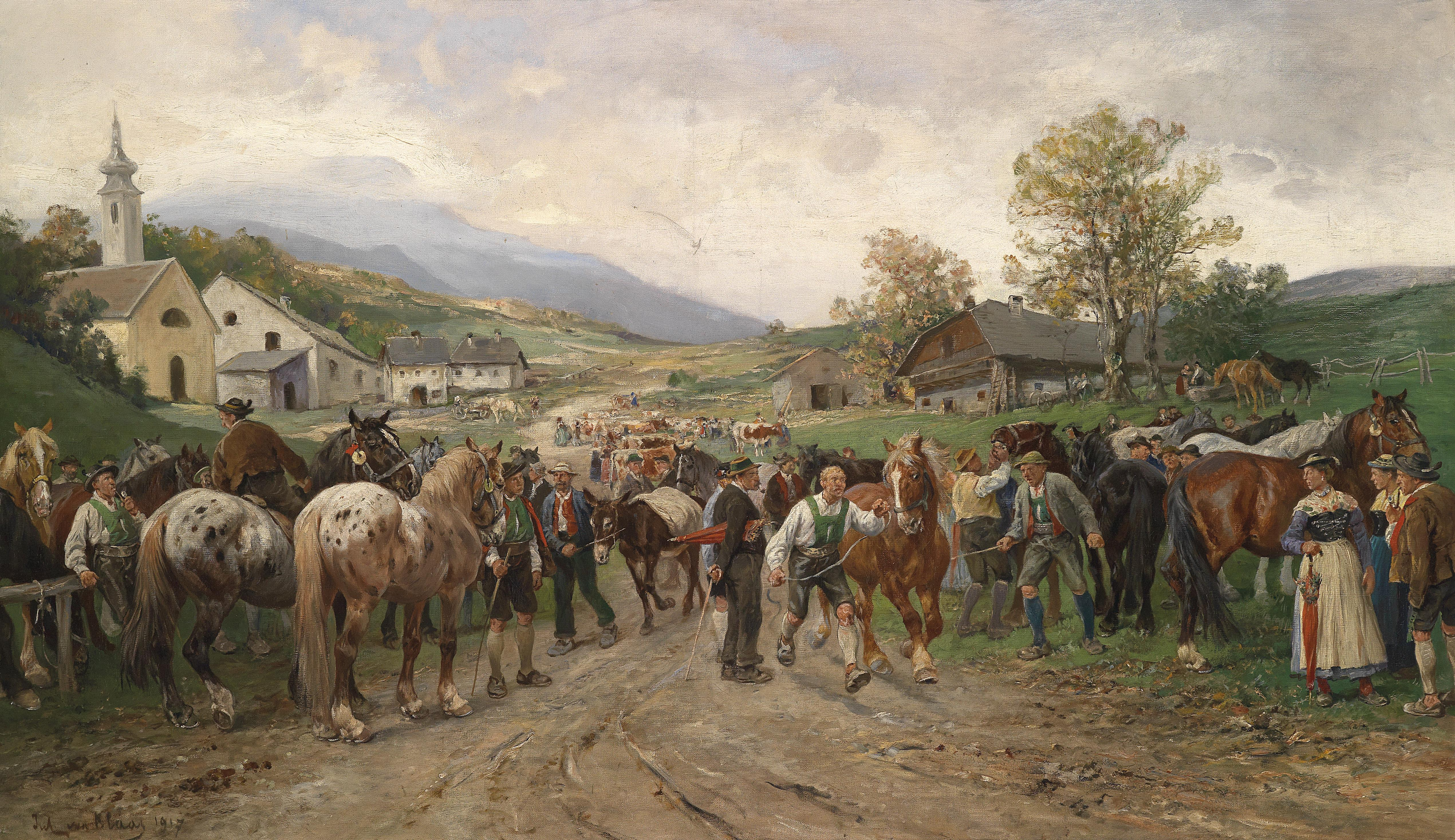
Julius von Blaas, Oostenrijkse paardenmarkt, ca. 1917